# Каростін Михайло Степанович
Каростін Михайло Степанович (27.10.1895, Саратов — 18.11.1991, Москва) — радянський російський сценарист, кінорежисер.
Народився 27 жовтня 1895 р. в Саратові. Закінчив учительську школу (1917) та драматичну студію при Саратовському театрі ім. М. Чернишевського (1920). Виступав на сценах різних театрів Москви, Орла, Кашири. В 1925 р. став асистентом кінорежисера.
Створив на кіностудії «Українфільм» стрічку «Ревізор» (1935, за сценарієм Михайла Булгакова), що не вийшла на екран.
З 1938 р. працював у галузі науково-популярного кіно в Москві.